# Filippo Cavazza
Filippo Cavazza (Bologna, 21 marzo 1886 – Firenze, 9 gennaio 1953) è stato un biologo e zoologo italiano.

## Biografia
Filippo Cavazza nacque a Bologna e crebbe in un ambiente di alto livello culturale e sociale nel quale conobbe rinomate personalità. Nel 1907 divenne direttore di alcune aziende agricole nelle zone di bonifica del bolognese e nello stesso anno partecipò al sesto convegno internazionale di zoologia a Boston. Nel 1913 divenne membro della Commissione Governativa per lo Studio Agrologico della Tripolitania nel settore tecnico-biologico e quattro anni dopo fu eletto presidente dell’Associazione agraria bolognese, carica da cui si destituì nel 1917. Divenne libero docente di Zoologia nel 1915. Nel 1921 e fino al 1926 divenne direttore nell’Ufficio per la colonizzazione del medesimo paese, per cui iniziò ad occuparsi anche di problematiche non solo tecniche ma anche politiche e sociali del paese. Una volta rientrato in Italia, a causa dei suoi ideali antifascisti, fu costretto a rinunciare all’insegnamento nel 1935 e negli anni successivi fu attivamente coinvolto nella resistenza.
Filippo Cavazza fu consigliere provinciale di Bologna, sindaco di Minerbio e, tra il 1913 e il 1919, deputato del III° collegio di Bologna. Fu anche rappresentante italiano durante la conferenza di Parigi per l’agricoltura tropicale e subtropicale, vicepresidente del Consorzio della bonifica renana, presidente dell'Accademia Clementina, fondatore dell'Istituto dei ciechi, promotore del Comitato per Bologna Storica. Cavazza fece parte anche del Consiglio dell’Ente per la colonizzazione della Libia e della commissione per lo studio agrologico della Cirenaica.
Morì a Firenze nel 1953.

## Attività scientifica
Filippo Cavazza si occupò dei problemi legati all’ibridismo in ecologia e dei problemi di variabilità dei caratteri della specie legati a fattori geografici e ambientali. Le sue indagini lo portarono a raccogliere numerosi esemplari di Crocidura in tutta Italia tra cui la pianura emiliana, gli Appennini, le Alpi centrali, molte isole e quelli conservati nel Museo di storia naturale di Firenze. Le ricerche condotte sul sottogenere Arctogale contribuirono notevolmente alla conoscenza etologica delle abitudini e dell’aspetto sistematico della specie. In occasione dei viaggi nella Tripolitania settentrionale, Cavazza pubblicò uno studio sugli uccelli presenti nel Gebel e nella fascia costiera.

## Fondo personale
Presso la sede del Polo Scientifico dell'Università di Firenze a Sesto Fiorentino si conserva una miscellanea comprendente 26 cartelle numerate progressivamente e 4 volumi rilegati e numerati da 27 a 30, contenenti oltre 1.000 opuscoli ed estratti del sec. XX di argomento prevalentemente zoologico, dono degli eredi di Filippo Cavazza nel 1953.

## Opere
Elenco di opere selezionate:
Monografie
- Ricerche sui Putorius nivalis e sui Putorius ermineus d'Italia, Bologna 1908
- La Libia italiana e il campo che offre alle ricerche scientifiche, Bologna 1911

Articoli
- Nota sulle donnole e sull'ermellino in Italia in Boll. della Soc. zool. it., s. 2, X (1909), 7, 8, pp. 256–264
- Nota intorno ad una incursione e nidificazione della Loxia curvirostra Lin. nell'Emilia ibid. 11, 12 pp. 462–470
- Contributo alla conoscenza della vita e delle abitudini della donnola (Putorius nivalis Lin.)ibid., s. 2, XI (1910), 3, 4, 5, 6, pp. 65–82
- Ancora sulle forme della Loxia curvirostra Lin. Risposta al dott. Hartert ibid., 7, 8, 9,10, pp. 209–224
- Ricerche intorno al Chirottero descritto da Minà-Palumbo come Vesperugo noctula var. sicula, ibid., XII(1911), 9, 10, 11, 12, pp. 251–260
- Studio di sistematica sperimentale sulle variazioni della Coturnix coturnix, in Arch. zool. ital., V(1912), pp. 29–39
- Ricerche intorno alle specie italiane del genere Crocidura, in Boll. d. Musei di zool. e anat. comp. d. R. Univ. di Torino, XXVII (1912), 653, pp. 1–16;
- Ancora delle specie italiane del genere Crocidura, ibid., XXVII(1912), 659, pp. 1–10
- Influenza di alcuni agenti chimici sulla fecondità del Bombyx mori, in Redia, IX (1913), pp. 139–149
- Seconda serie di esperienze intorno all'influenza di alcuni agenti chimici sul Bombyx mori, ibid., XII (1916), pp. 69–108
- Studi e ricerche sull'ibridismo di specie. Sulla fecondità delle mule e sui caratteri dei discendenti, in Arch. zool. ital., XV(1931), pp. 499–547
- Studi e ricerche sull'ibridismo di specie. Alcuni casi di fecondità accidentale, ibid., pp. 1–27
- Inizi e sviluppo della colonizzazione agraria in Tripolitania, in Ann. d. Soc. agr. della prov. di Bologna, LX(1932), pp. 35–101.
- Osservazioni sugli uccelli della Tripolitania in Rivista di ornitologia, 1932, pp. 155–209.